# Theater Apollon (Patras)

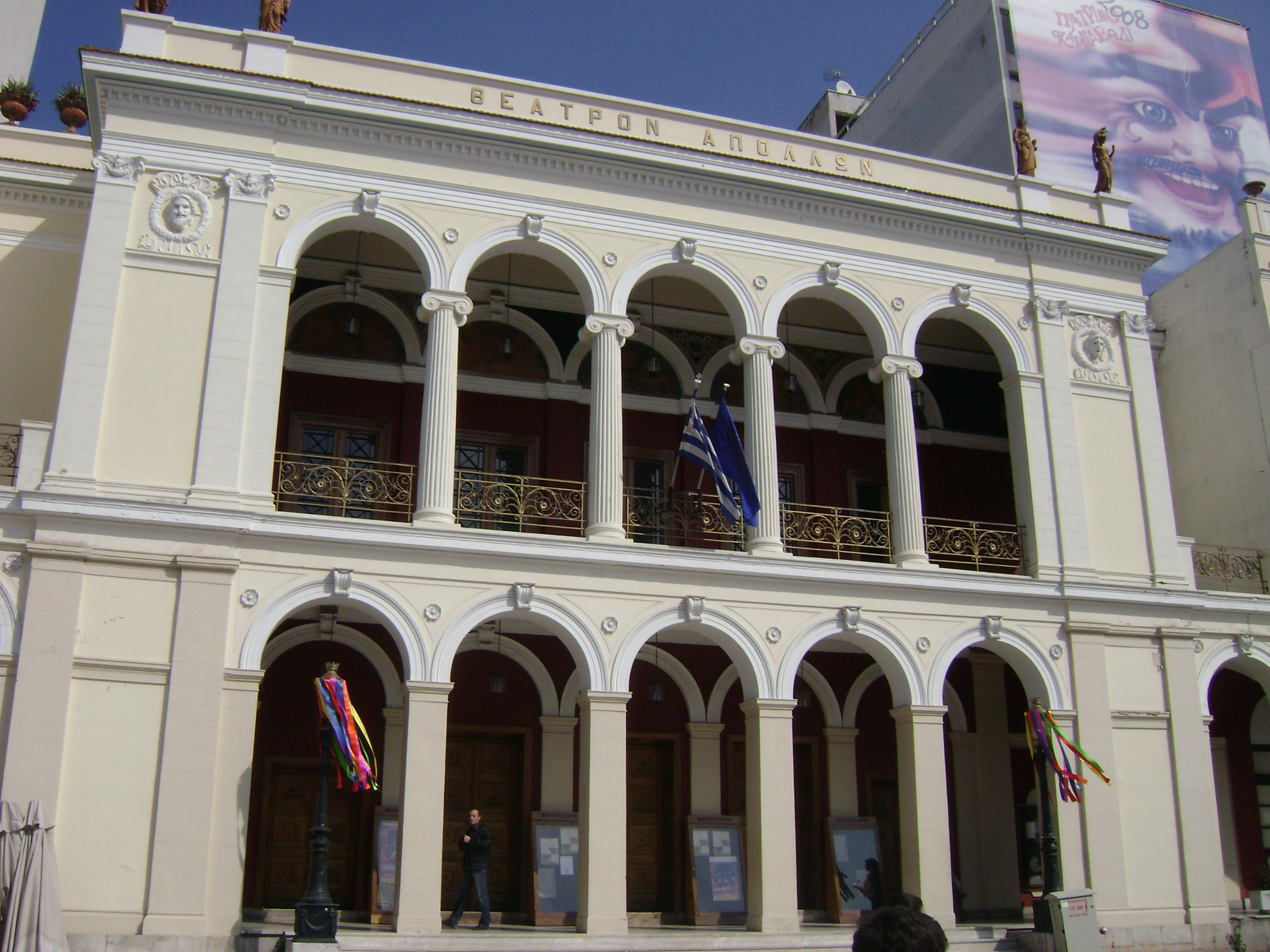
Apollon Theater

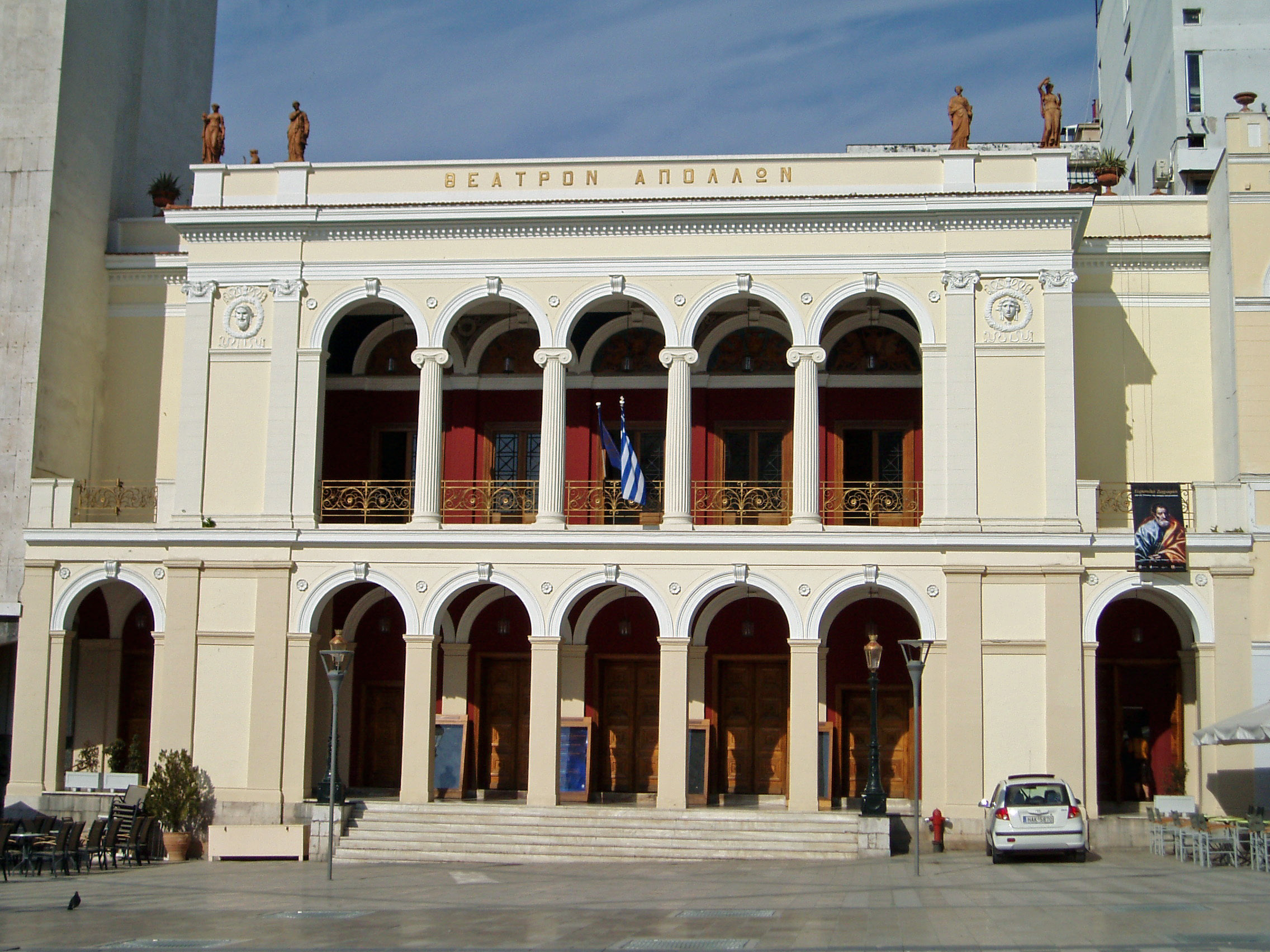
Gebäudefront

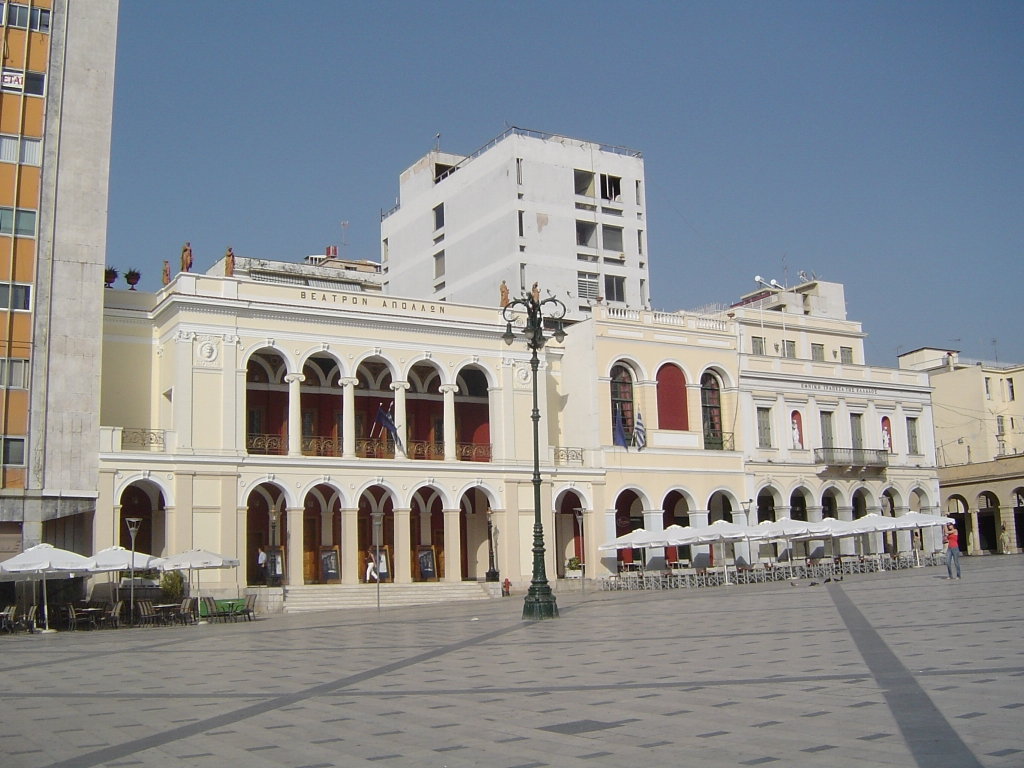
Ansicht

Das Apollon Theater (griechisch θέατρο „Απόλλων“ Theatro Apollon) ist ein Theater in der westgriechischen Stadt Patras. Es wurde von dem deutschen Architekten Ernst Ziller entworfen und 1872 fertiggestellt. Das Theater liegt an der nordöstlichen Seite der Platia Georgiou, einem der großen Plätze im Stadtzentrum von Patras. Es ist eine Miniaturausgabe des Teatro alla Scala in Mailand und das älteste bestehende überdachte Theater dieser Epoche. Seit 1988 ist es Hauptaufführungsort des Städtischen und Regionalen Theaters Patras (Δημοτικό Περιφερειακό Θέατρο (ΔΗΠΕΘΕ) Πάτρας). Es hat Plätze für 250 Personen.

## Geschichte
Der Bau des Apollon Theaters wurde am 11. Februar 1871 begonnen. Die erste Aufführung fand am 10. Oktober 1872 mit Verdis Un ballo in maschera statt. Finanziert wurde der Bau durch den Einsatz vieler Einwohner von Patras. Im Bau-Komitee saßen Theodor Hamburger, Dimitrios Patrinos, K. Lappas und A. Chrysanthis.
Zum weiteren Kreis der Spender gehörte der damalige Bürgermeister von Patras, Georgios Roufos, sowie Gustav Clauss, Hamburger, Langouras, die Brüder Triantis, die Brüder Panagiotis, der Vater von Dimitrios Gounaris, Epaminondas Maximos, Vater von Dimitrios Maximos.
Das Theater ist eines von nur drei Neoklassizistischen Theatergebäuden, die in Griechenland die Zeit überdauert haben. Die beiden anderen sind das Malliaropoulio Theater in Tripoli (1910) und das Apollo Theater in Ermoupoli auf der Kykladeninsel Syros (1864).